# Supercopa Paraguay 2021
La Supercopa Paraguay 2021 fue la primera edición de este certamen y fue disputada entre el club Olimpia, campeón de la Copa Paraguay 2021 y Cerro Porteño, campeón con mayor puntaje de la Primera División de Paraguay 2021.
El campeón fue el Olimpia que derrotó por 3-1 a Cerro Porteño en un emocionante superclásico, de esta manera el "Decano" se consagró como el primer campeón del torneo y primer supercampeón paraguayo.

## Equipos clasificados
| Olimpia       | Campeón de la Copa Paraguay 2021                                                                                    |
| Cerro Porteño | Campeón de la Primera División de Paraguay 2021, con mayor puntaje en la tabla acumulada al término de la temporada |

## Partido
| 12 de diciembre de 2021, 19:00 (UTC-3) | Cerro Porteño         | 1:3 (0:1) | Olimpia                                                        | Estadio Defensores del Chaco, Asunción           |                                                  |
|                                        | Fabián Franco 90+3' · | Reporte   | Roque Santa Cruz 15' · Richard Ortiz 67' · Alejandro Silva 79' | Árbitro(s): Éber Aquino VAR: Mario Díaz de Vivar | Árbitro(s): Éber Aquino VAR: Mario Díaz de Vivar |

Ficha del partido
|            | Guardameta     | Jean Fernandes       | Antes del inicio |
|            | Defensa        | Alan Benítez         |                  |
|            | Defensa        | Juan Patiño          |                  |
|            | Defensa        | Alexis Duarte        |                  |
|            | Defensa        | Daniel Rivas         |                  |
|            | Centrocampista | Enzo Giménez         | 82'              |
|            | Centrocampista | Ángel Cardozo Lucena |                  |
|            | Centrocampista | Rafael Carrascal     |                  |
|            | Centrocampista | Alan Rodríguez       | 68'              |
|            | Delantero      | Adrián Martínez      | 72'              |
|            | Delantero      | Robert Morales       |                  |
| Entrenador | Entrenador     | Francisco Arce       |                  |

|            | Guardameta     | Alfredo Aguilar     |     |
|            | Defensa        | Víctor Salazar      |     |
|            | Defensa        | Saúl Salcedo        |     |
|            | Defensa        | Antolín Alcaraz     |     |
|            | Defensa        | Iván Torres         |     |
|            | Centrocampista | Alejandro Silva     | 82' |
|            | Centrocampista | Hugo Quintana       | 82' |
|            | Centrocampista | Richard Ortiz       |     |
|            | Centrocampista | Fernando Cardozo    |     |
|            | Delantero      | Derlis González     |     |
|            | Delantero      | Roque Santa Cruz    | 72' |
| Entrenador | Entrenador     | Julio César Cáceres |     |

|  |  | Rodrigo Muñoz  | Antes del inicio |
|  |  | Junior Noguera | 67'              |
|  |  | Luis Fariña    | 72'              |
|  |  | Fabián Franco  | 82'              |

|  |  | Walter González | 72' |
|  |  | Jorge Recalde   | 82' |
|  |  | Adelio Zárate   | 84' |

| Anotado | 90+3' | Fabián Franco | 1-3 |

| Anotado         | 15' | Roque Santacruz | 0-1 |
| Anotado         | 67' | Richard Ortiz   | 0-2 |
| Anotado · Penal | 79' | Alejandro Silva | 0-3 |

| Expulsado  | Antes del inicio | Jean Fernandes |
| Amonestado | 61'              | Daniel Rivas   |
| Amonestado | 69'              | Robert Morales |
| Amonestado | 76'              | Alexis Duarte  |

| Amonestado | 67' | Richard Ortiz   |
| Amonestado | 79' | Alejandro Silva |

| Árbitro             | Éber Aquino         |
| Árbitros asistentes | Eduardo Cardozo     |
| Árbitros asistentes | Milciades Saldivar  |
| Cuarto árbitro      | Carlos Paul Benítez |
| Adicionales VAR     | Mario Díaz de Vivar |
| Adicionales VAR     | Eduardo Britos      |
| Árbitro soporte     | Fernando López      |

|            | Guardameta     | Jean Fernandes       | Antes del inicio |
|            | Defensa        | Alan Benítez         |                  |
|            | Defensa        | Juan Patiño          |                  |
|            | Defensa        | Alexis Duarte        |                  |
|            | Defensa        | Daniel Rivas         |                  |
|            | Centrocampista | Enzo Giménez         | 82'              |
|            | Centrocampista | Ángel Cardozo Lucena |                  |
|            | Centrocampista | Rafael Carrascal     |                  |
|            | Centrocampista | Alan Rodríguez       | 68'              |
|            | Delantero      | Adrián Martínez      | 72'              |
|            | Delantero      | Robert Morales       |                  |
| Entrenador | Entrenador     | Francisco Arce       |                  |

|            | Guardameta     | Alfredo Aguilar     |     |
|            | Defensa        | Víctor Salazar      |     |
|            | Defensa        | Saúl Salcedo        |     |
|            | Defensa        | Antolín Alcaraz     |     |
|            | Defensa        | Iván Torres         |     |
|            | Centrocampista | Alejandro Silva     | 82' |
|            | Centrocampista | Hugo Quintana       | 82' |
|            | Centrocampista | Richard Ortiz       |     |
|            | Centrocampista | Fernando Cardozo    |     |
|            | Delantero      | Derlis González     |     |
|            | Delantero      | Roque Santa Cruz    | 72' |
| Entrenador | Entrenador     | Julio César Cáceres |     |

|  |  | Rodrigo Muñoz  | Antes del inicio |
|  |  | Junior Noguera | 67'              |
|  |  | Luis Fariña    | 72'              |
|  |  | Fabián Franco  | 82'              |

|  |  | Walter González | 72' |
|  |  | Jorge Recalde   | 82' |
|  |  | Adelio Zárate   | 84' |

| Anotado | 90+3' | Fabián Franco | 1-3 |

| Anotado         | 15' | Roque Santacruz | 0-1 |
| Anotado         | 67' | Richard Ortiz   | 0-2 |
| Anotado · Penal | 79' | Alejandro Silva | 0-3 |

| Expulsado  | Antes del inicio | Jean Fernandes |
| Amonestado | 61'              | Daniel Rivas   |
| Amonestado | 69'              | Robert Morales |
| Amonestado | 76'              | Alexis Duarte  |

| Amonestado | 67' | Richard Ortiz   |
| Amonestado | 79' | Alejandro Silva |

| Árbitro             | Éber Aquino         |
| Árbitros asistentes | Eduardo Cardozo     |
| Árbitros asistentes | Milciades Saldivar  |
| Cuarto árbitro      | Carlos Paul Benítez |
| Adicionales VAR     | Mario Díaz de Vivar |
| Adicionales VAR     | Eduardo Britos      |
| Árbitro soporte     | Fernando López      |

|                             |
|                             |
| Campeón Olimpia 1.er título |